# Jetterswiller
Jetterswiller település Franciaországban, Bas-Rhin megyében. Lakosainak száma 187 fő (2022. január 1.). Jetterswiller Crastatt, Knœrsheim, Reutenbourg, Westhouse-Marmoutier, Zehnacker és Sommerau községekkel határos.

## Népesség
A település népességének változása:
| Lakosok száma | 194  | 188  | 193  | 193  | 196  | 199  | 197  | 195  | 187  |
|               | 2013 | 2015 | 2016 | 2017 | 2018 | 2019 | 2020 | 2021 | 2022 |